# Ivano Gianola

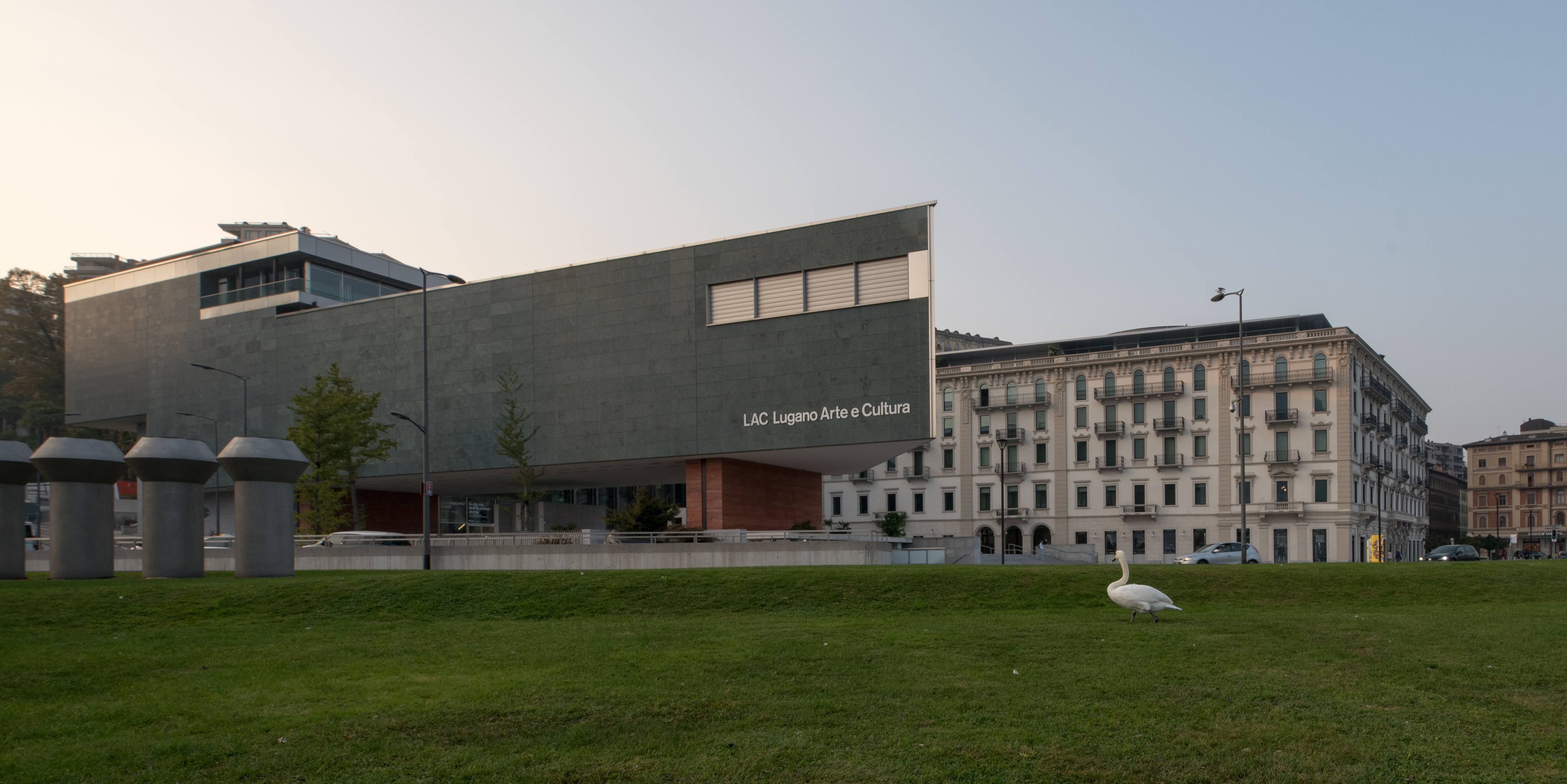
Das Kulturzentrum LAC in Lugano

Ivano Gianola (* 16. Februar 1944 in Biasca) ist ein Schweizer Architekt der Tessiner Schule, der sogenannten Tendenza. 

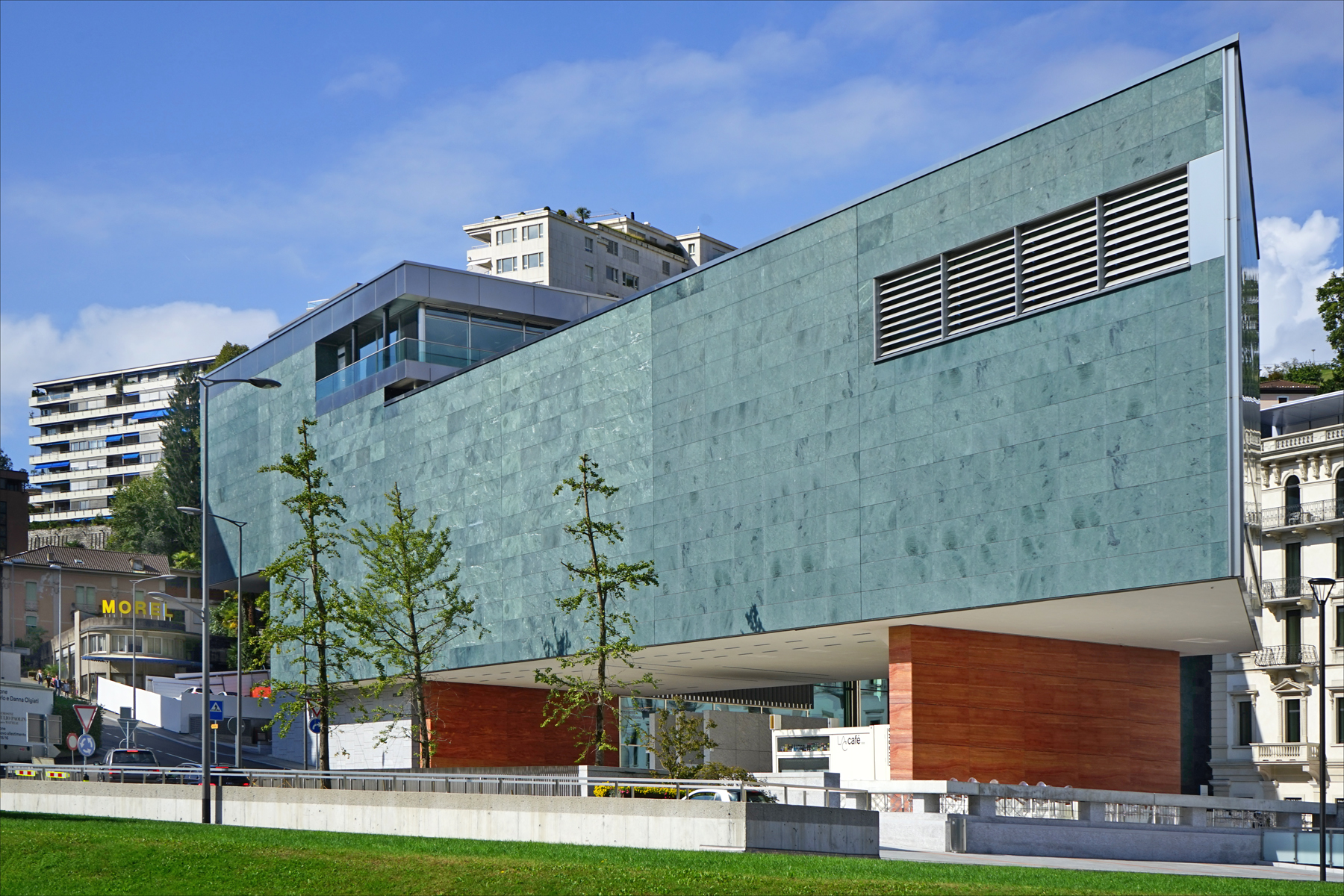
Le Lac, Südfassade

## Werdegang
Gianola absolvierte 1960 bis 1963 eine Lehre als Bauzeichner in Zürich, ein Architekturstudium durchlief er nicht. 1966 eröffnete er ein eigenes Büro in Riva San Vitale, mit dem er 1977 nach Mendrisio umzog.
Gianola war und ist umfangreich in der Lehre tätig, er erfüllte 1970 und 1973 bis 1977 Lehraufträge an der ETH Zürich bei Luigi Snozzi, Ernst Studer und Livio Vacchini, wo er ausserdem 1995/96 eine Gastprofessur innehatte. In weiteren Gastprofessuren lehrte er in Genf (1982), Syracuse (New York) (1983) und Nancy (1985), am SCI-Arc in Vico Morcote (1986) sowie in Strasbourg (1995). 1980 bis 1995 nahm er Einsitz in der Kommission für die historischen Monumente des Kantons Tessin, ab 2002 in der Eidgenössischen Kommission für Denkmalpflege EKD. Er wurde 1981 in den Bund Schweizer Architekten aufgenommen und ist seit 1996 Ehrenmitglied des Bundes Deutscher Architekten.
Nach den von der Fachwelt beachteten kleinen Werken der Frühzeit, vorwiegend Einfamilienhäusern, wie dem blockhaften Sichtbetonbau eines dreigeschossigen Hauses in Cugnasco, aber auch dem Kindergarten in Balerna, baute Gianola ab den 1980er-Jahren auch mehrfach in Süddeutschland, darunter war er an dem Gebäudekomplex beteiligt, der um die Jahrtausendwende in München unter Fünf Höfe bekannt wurde. Seit der Jahrtausendwende baute er einige sehr exklusive Villen im Tessin, darunter auch wieder sehr radikale, wie die Casa-Giardino, die in Mendrisio sich zu Strasse hin nur als einfache Betonwand beinahe ohne Öffnungen zu erkennen gibt und ihren Luxus, den Garten, nach innen entfaltet.
Sein spätes Hauptwerk ist, neben viel beachteten kleineren Gebäuden der 1970er-Jahre und vorwiegend in Deutschland entstandenen grösseren Bürobauten der 1980er- und 1990er-Jahre, wohl das 2015 in Lugano eröffnete Kunst- und Kulturzentrum LAC.

## Werke
- Casa à Cugnasco, 1970–71
- Primarschule, Balerna, 1971–74
- Casa Lambrughi, Novazzano, Einfamilienhaus, 1973–74
- Einfamilienhaus, Vacallo,  1974–75
- Casa Rusconi, Castel San Pietro, Einfamilienhaus, 1983–84
- Casa alle Orsoline, Mendrisio, 1983–84
- Centro Tognano, Villa di Coldrerio, 1985–87
- Wohnüberbauung, Pregassona, 1988–90
- Borgo, Geschäftszentrum, Biasca, 1988–91
- Borgo, Geschäftszentrum, Biasca, 1988–91
- Casa Arnaboldi, Balerna, 1988–91
- Haus Platz, Saulgau, 1991–92
- Haus Schmidt, Augsburg, 1991–93
- Atelier, Mendrisio, 1991–94
- Umnutzung einer Fabrik, Bruckenwasen, Plochingen, 1991–94
- Rekonstruktion von Häuserblocks in Münchens Innenstadt, Schäfflerhof, Maffeihof, Hypovereinsbank, München, 1997–2000
- Steiger-Shops, München, Düsseldorf, Hamburg, 2000
- Casa-Giardino, (Haus-Garten), Mendrisio, 2003
- Sechs Reihenhäuser, Biasca, 2004–05
- Mehrfamilienhaus, Castagnola, 2004–05
- Casa Carrion, Riva San Vitale, 2006–07
- Lugano Arte e Cultura (LAC), Lugano, 2002–15

## Schriften
- Casa alle Orsoline. Studio d’architettura Ivano Gianola, Mendrisio 1989.